# Hisai, Mie
Hisai (久居市 Hisai-shi?) a fost un municipiu din Japonia, prefectura Mie. La 1 ianuarie 2006, municipiul Hisai, împreună cu orașele Hakusan, Ichishi și Karasu, precum și cu satul Misugi, au fost alipite la municipiul Tsu și de atunci nu există ca municipalitate independentă.